# Museo de Máquinas Sexuales

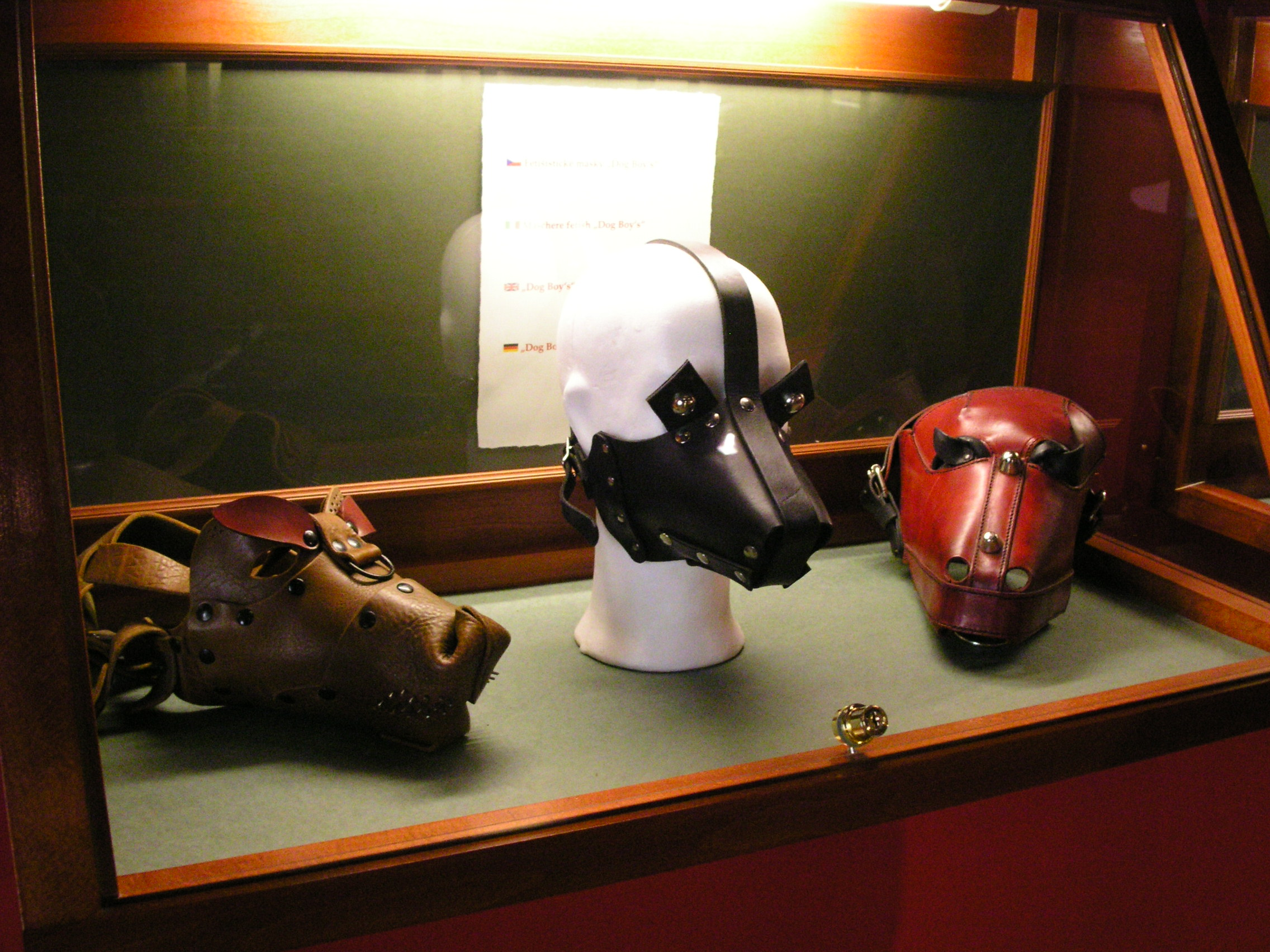
Tres máscaras sadomasoquistas en exhibición en el Museo de Máquinas Sexuales.

El Museo de Máquinas Sexuales (abreviado como SMM) es un museo de sexo localizado en Praga, República Checa, el cual exhibe una colección de dispositivos sexuales. Establecido en 2002, está ubicado en las cercanías de la Plaza de la Ciudad Vieja. En su sitio web oficial, el museo se describe como "una exposición de aparatos mecánicos eróticos, y cuya finalidad es proporcionar placer y permitir posiciones extraordinarias e inusuales durante el coito." Es el único museo de sexo en el mundo dedicado exclusivamente a las máquinas sexuales.
Este museo de tres pisos posee una colección de aproximadamente 200 aparatos, muchos de los cuales vienen acompañados con maniquíes flexibles para una mejor comprensión de sus usos. Algunos de estos aparatos fueron elaborados hacia comienzos del siglo XVI. Entre la colección se incluyen arneses corporales y "mesas de copulación", cuyo fin era facilitar posturas sexuales no convencionales e incluso ingrávidas, instrumentos para la estimulación del "pene, escroto, ano, vagina y el tejido del clítoris", incluyendo un vibrador, dedo malvado-espigas, sillas ''coercitivas'' diseñadas para la ''dominación absoluta'', un palanquín de una ''caja mágica'' asiática, el cual posee mirillas deslizantes, sitiales que poseen un agujero en el asiento para facilitar el sexo oral, cinturones de castidad con dientes en forma de garras que datan de los años 1580, corsés de hierro, entre muchos otros objetos. Hay un aparato anti-masturbación disponible en el museo, el cual fue elaborado en Francia durante la década de 1920. Se trata de un anillo electrónico que se colocaba en el pene del sujeto; el anillo se encendía automáticamente cuando al niño le daba una erección, y de esta forma sus padres de percataban de ello. También se exhiben una serie de zapatos que fueron usados por prostitutas de la Antigua Grecia. Estos zapatos tienen la frase "sigue mis pasos" grabada en la planta de los pies para que pudiera quedar marcada en el suelo. El museo también tiene una colección de vestimenta erótica. La galería de arte del museo posee una colección de imágenes relacionadas con la sexualidad humana. El museo posee, incluso, un teatro en donde se presentan algunas de las primeras películas pornográficas del mundo, cuya mayoría fueron realizadas en España durante la década de 1920.
Tras haberse inaugurado el museo, los funcionarios municipales de Praga lo criticaron, dado que consideraban su contenido como ''desagradable''. Estas críticas, sin embargo, incrementó la popularidad del Museo de Máquinas Sexuales entre los turistas.